# کریستن مالونی
کریستن مالونی (به انگلیسی: Kristen Maloney) ژیمناست زادهٔ ۱۰ مارس ۱۹۸۱ میلادی اهل کشور ایالات متحده آمریکا است.